# 204831 Levski
204831 Levski este un asteroid din centura principală de asteroizi.

## Descriere
204831 Levski este un asteroid din centura principală de asteroizi. A fost descoperit pe 14 august 2007 la Zvezdno Obshtestvo la Observatorul Zvezdno Obshtestvo. Asteroidul prezintă o orbită caracterizată de o semiaxă mare de 2,79 ua, o excentricitate de 0,08 și o înclinație de 7,5° în raport cu ecliptica.